# Clan Mogami
Pour les articles homonymes, voir Mogami.

Emblème (mon) du clan Mogami.

Le clan Mogami est un clan japonais de la province de Dewa. Le clan Mogami descend du clan Shiba, fondé par Shiba Iekane. L'influence du clan Mogami n'est devenue importante qu'à la période Sengoku, et en particulier après la bataille de Sekigahara. En effet, pour remercier le clan de sa participation à la bataille, Ieyasu Tokugawa lui confia un fief de 570 000 koku. Après de mauvaises décisions prises par Mogami Yoshitoshi (un dirigeant du clan), le clan Mogami perdit de l'influence et de la santé[pas clair] au début de la période Edo.